# Бондаренко, Станислав Геннадьевич
Станисла́в Генна́дьевич Бондаре́нко (род. 2 июля 1985, Днепрорудное, Васильевский район, Запорожская область, Украинская ССР) — российский актёр театра и кино.
Актёр Государственного академического театра имени Моссовета в Москве.

## Биография
Родился 2 июля 1985 года в городе Днепрорудное Запорожской области УССР. Родители рано развелись, и Станислава воспитывали мама и отчим. Есть старший, на 1 год, сводный брат Александр и младшие, на 9 лет, сёстры-близнецы Снежана и Светлана. С детства Бондаренко занимался спортом, посещал секции тенниса, карате, тхэквондо, футбола, плавания. Занимался в студии бальных танцев в ДК «Горняк».
В 1996 году семья переехала в Москву. После окончания школы поступил в МАИ, но затем поступил в ГИТИС — Российский институт театрального искусства на курс Валентина Теплякова и Павла Хомского. С третьего курса начал сниматься в кино. В 2005 году на телеканале СТС вышел сериал с его участием «Талисман любви».
На четвёртом курсе ГИТИСа был приглашён Театром имени Моссовета на главную роль в спектакле «Мораль пани Дульской» по пьесе Г. Запольской в постановке П. Хомского. 8 марта 2006 года состоялась премьера этого спектакля, где Бондаренко сыграл роль Збышека — сына главной героини в исполнении Валентины Талызиной. В 2010 году получил главную роль Зурико в спектакле Театра им. Моссовета «Я, бабушка, Илико и Илларион».
В эти годы, параллельно с работой в театре, Бондаренко снимался в фильмах и сериалах. Первую популярность получил благодаря роли Павла Уварова в телесериале «Талисман любви», а после работы в сериале «Провинциалка» (2008) за Бондаренко закрепился статус одного из главных секс-символов отечественного кинематографа. Многие трюки в кино Бондаренко выполняет сам, являясь каскадёром — актёр посещал школу, где обучался трюкам на мотоцикле.
В 2016 году Бондаренко прошёл кастинг на главную роль в пластическом спектакле «Калигула» в постановке Сергея Землянского на сцене Московского Губернского театра. В этой работе, где вместо слов актёры создавали художественные образы в пластике, его партнёршей выступила прима-балерина Большого театра Мария Александрова.
Участвует в антрепризных постановках. В спектакле «Охота на мужчин», поставленном по пьесе итальянского драматурга Альдо Николаи, вместе с ним играют Иван Жидков, Настасья Самбурская и Анна Михайловская. Сотрудничает с театральной компанией «Сюжет». Был задействован в главной роли в спектакле «Колесо фортуны» по роману Юрия Полякова «Козлёнок в молоке». Партнёрша Бондаренко по сцене — Глафира Тарханова. Премьера спектакля состоялась в феврале 2016 года на сцене концертного зала правительства Москвы, а затем прошла с аншлагом в театре «Содружество актёров Таганки».
В 2016 году Бондаренко получил Премию зрительских симпатий «Звезда Театрала» в номинации «Лучшая мужская роль второго плана» (за роль Ипполита в спектакле Театра имени Моссовета «Не всё коту масленица»), а в 2017 году — Премию зрительских симпатий «Звезда Театрала» в номинации «Лучшая роль театрального актёра в кино» (за роль Никиты Телегина в фильме «Беглец»).
В 2016 году совместно с пятикратной чемпионкой Грузии по спортивным бальным танцам Нике Кешелавой стал победителем шестого сезона проекта «Танцуют звёзды» в Грузии.
В 2018—2020 годах сыграл главную роль журналиста Дмитрия Полуянова в детективных мини-сериалах режиссёра Наталии Микрюковой по романам Анны и Сергея Литвиновых «Десять стрел для одной», «Ныряльщица за жемчугом», «Смертельный тренинг» и режиссёра Филиппа Коршунова «Одноклассники смерти». Партнёршей по площадке выступила актриса Екатерина Копанова, с которой Бондаренко снимался ранее в мелодраме «В ожидании чуда».
В 2020 году в производстве находилось более пяти[уточнить] кинопроектов с участием актёра, среди которых несколько сериалов Кинокомпании «Русское» для телеканала «Россия-1».
Актёр труппы Театра имени Моссовета, задействован в спектаклях «Как важно быть серьёзным» (Джек Уординг), «Не всё коту масленица» (Ипполит), «БЕСприданница» (Сергей Паратов).
По данным портала Кино-театр.ру, Бондаренко занял 1 место в списке «Самые популярные актёры и актрисы» по итогам 2018 года и 2 место по итогам 2019 и 2020 годов.

## Личная жизнь
В 2008 году Станислав Бондаренко женился на актрисе Юлии Чиплиевой, с которой познакомился во время учёбы в ГИТИСе. В ноябре 2008 года у пары родился сын Марк, но в 2015 году супруги расстались.
Вторая жена — модель и предприниматель Аурелия Алехина. В ноябре 2017 года у пары родилась дочь Алексия, а в марте 2019 года — дочь Микаэла.

## Творчество

### Роли в театре
- «Мораль пани Дульской» (Збышко — главная роль) — Театр имени Моссовета
- «Обручённые» (Ренцо — главная роль) — Театр имени Моссовета
- «Я, бабушка, Илико и Илларион» (Зурико — главная роль) — Театр имени Моссовета
- «Casting/Кастинг» (Эдуард Грацианский, Михаил Новиков — главная роль) — Театр имени Моссовета
- «Как важно быть серьёзным» (Джек Уординг — главная роль) — Театр имени Моссовета
- «Не всё коту масленица» (Ипполит) — Театр имени Моссовета[31]
- «Калигула» (Калигула — главная роль) — Московский губернский театр
- «Сыновья его любовницы» (Марчелло) — Современный театр антрепризы
- «Колесо фортуны» (писатель Духов — главная роль) — Театральная компания «Сюжет»
- «Охота на мужчин» (Бруно — главная роль) — Продюсерский центр «Дофамин»
- «Провинциальные анекдоты» (преподаватель Камаев, скрипач Базильский) — Продюсерский центр «Дофамин»

- «Бывшие» (Дмитрий — главная роль) — Продюсерский центр «Дофамин»

- «Как в первый раз» (акустический перфоманс) — Продюсерский центр «Дофамин»

- «БЕСприданница» (Сергей Паратов — главная роль) — Театр имени Моссовета

### Фильмография
- 2005 — Одиночество любви — Евгений Чердынцев
- 2005 — Талисман любви — Павел Уваров (главная роль)
- 2006 — Из пламя и света — Николай Мартынов
- 2006 — Капитанские дети — Денис
- 2006 — Осторожно, блондинки! — Стас
- 2007 — В ожидании чуда — Марат
- 2007 — Грех — Виктор Завьялов (главная роль)
- 2007 — Капкан — Михаил Волобуев в молодости
- 2007 — Сыновья его любовницы (фильм-спектакль) — Марчелло
- 2008 — Женщина, не склонная к авантюрам — Андрей Корнев (главная роль)
- 2008 — Красота требует… — Женя Лушин
- 2008 — Платон — Бандерас
- 2008 — Провинциалка — Марк Зорин (главная роль)
- 2008 — Стритрейсеры — Докер (главная роль)
- 2008 — Счастливы вместе — Дима Морозов (эпизод)
- 2010 — Ищу тебя — Роман Делягин (главная роль)
- 2010 — Нанолюбовь —  Артём Евгеньевич Скворцов (главная роль)
- 2010 — От сердца к сердцу — Роман Рубцов
- 2011 — Каменская-6 («Простая комбинация», фильм № 2) — Костян (эпизод)
- 2011 — Люба. Любовь — Николай (главная роль)
- 2011 — Нелюбимый — Игорь Самохин (главная роль)
- 2011 — Поцелуй судьбы — Антон Горелов (главная роль)
- 2011 — Случайный свидетель — Павел Борский
- 2011 — Четыре времени лета — Женя Белькевич (главная роль)
- 2012 — Будет светлым день — Даниил Потёмкин (главная роль)
- 2012 — Кастинг (фильм-спектакль) — Эдуард Грацианский
- 2012 — Княжна из хрущёвки — Гарик (главная роль)
- 2012 — Повезёт в любви — Костя Купавин (главная роль)
- 2012 — Путейцы-3 — Кочетов, муж Марины (эпизод)
- 2012 — Самозванка — Виталик
- 2013 — Золотая клетка — Фархад Касумов (главная роль)
- 2013 — Иллюзия счастья — Юрий Васильев (главная роль)
- 2013 — Сводная сестра — Алексей Кузнецов
- 2013 — Скалолазка — Артур (главная роль)
- 2013 — Чего хотят мужчины — Алексей Рыбаков (главная роль)
- 2014 — Верни мою любовь — Влад Орлов (главная роль)
- 2014 — Дикий-4 — Коса
- 2014 — Красотки — Максим Анненский
- 2014 — Любит — не любит — Петя-Гамлет (эпизод)
- 2014 — Моя мама против — Павел Луговской (главная роль)
- 2014 — Узник старой усадьбы — Макс
- 2015 — Анка с Молдаванки — Николай Васильев (главная роль)
- 2015 — Во имя любви — Андрей Баринов (главная роль)
- 2015 — Мамочки (4 серия) — Степан Макаров
- 2015 — Непридуманная жизнь — Леонид Горский
- 2016 — Беглец — Никита Телегин (главная роль)
- 2016 — Интим не предлагать — Иван Савицкий (главная роль)
- 2016 — Невеста — Павел Плетнёв (главная роль)
- 2016 — Река памяти — Андрей (главная роль)
- 2015 — Провокатор — Александр Терехов
- 2016 — Сансара
- 2016 — Три королевы — Сергей
- 2017 — Королева при исполнении — Виктор Лебедев (главная роль)
- 2017 — По ту сторону смерти (фильм второй «Остров») — капитан Игорь Жданов
- 2018 — Десять стрел для одной — Дмитрий Полуянов (главная роль)
- 2018 — Ныряльщица за жемчугом — Дмитрий Полуянов (главная роль)
- 2018 — Рассвет на горе Адама (в производстве) — Стас
- 2018 — Смертельный тренинг — Дмитрий Полуянов (главная роль)
- 2019 — Бархатный сезон — Горан (главная роль)
- 2019 — Заложники — Андрей Степанов (главная роль)
- 2019 — Змеи и лестницы — Борис Август (главная роль)
- 2020 — Когда часы 12 бьют (к/м фильм) — Гриша (главная роль)
- 2020 — Одноклассники смерти — Дмитрий Полуянов (главная роль)
- 2021 — Легенды «Орлёнка» — Нико, волшебник
- 2021 — Большое небо — Виктор Чертков (главная роль)
- 2021 — Частная жизнь — Руслан Тимофеев (главная роль)
- 2021 — И в счастье, и в беде — Алексей Мартынов (главная роль)
- 2021 — Война закончилась (к/м фильм)
- 2022 — Инкубатор — Артём Павлов (главная роль)
- 2022 — Анка с Молдаванки. Пять лет спустя — Николай Васильев (главная роль)
- 2022 — Третий день (к/м фильм) — Адвокат
- 2022 — Стикер — Артур
- 2022 — Мокьюментари — камео
- 2023 — Странный дом — Сергей Сергеевич, врач
- 2023 — Метод уборщицы — Влад Градов
- 2023 — Зеркало для оборотня
- 2024 — Идеальная жертва — Женя
- 2024 — УничтоЖанна — агент Дмитрий Бондарев
- 2024 — Курьеры — Пожарный-герой
- 2024 —  Последний богатырь. Наследие — Денис в 40 лет
- 2025 — Шанс — Вячеслав, педагог
- 2025 — Кукушонок — Пётр Кувалдин
- 2025 — Анка с Молдаванки. 5 лет спустя — Николай Васильев

### Участие в музыкальных и телевизионных проектах
- 2010 — съёмки в клипе Жасмин «Ресничка»[32]
- 2016 — съёмки в клипе SALLY «Шанс»[33]

- 2016 — занял первое место в проекте «Танцуют звёзды» (Грузия).

- 2017 — съёмки в клипе Аполлинарии «Скажи зачем»

- 2020 — съёмки в клипе Мота «Гудки»[34]

- 2022 — съёмки в клипе Зары «Там, гды ты»

- 2023 — съёмки в клипе Ольги Бузовой «Позови»[35].

- 2023 — съёмки в клипе Ольги Бузовой «Верни»[36].

## Награды и премии
- 2016 г. — Премия зрительских симпатий «Звезда Театрала» в номинации «Лучшая мужская роль второго плана» (за роль Ипполита в спектакле «Не всё коту масленица», Театр имени Моссовета)[19][21].
- 2017 г. — Премия зрительских симпатий «Звезда Театрала» в номинации «Лучшая роль театрального актёра в кино» (за главную роль Никиты Телегина в фильме Мурада Алиева «Беглец»)[20][21].
- 2017 г. — Премия города Москвы в области литературы и искусства в номинации «Театральное искусство» (за участие в спектакле «Не всё коту масленица», Театр имени Моссовета)[37][21].